# Arbetarråd

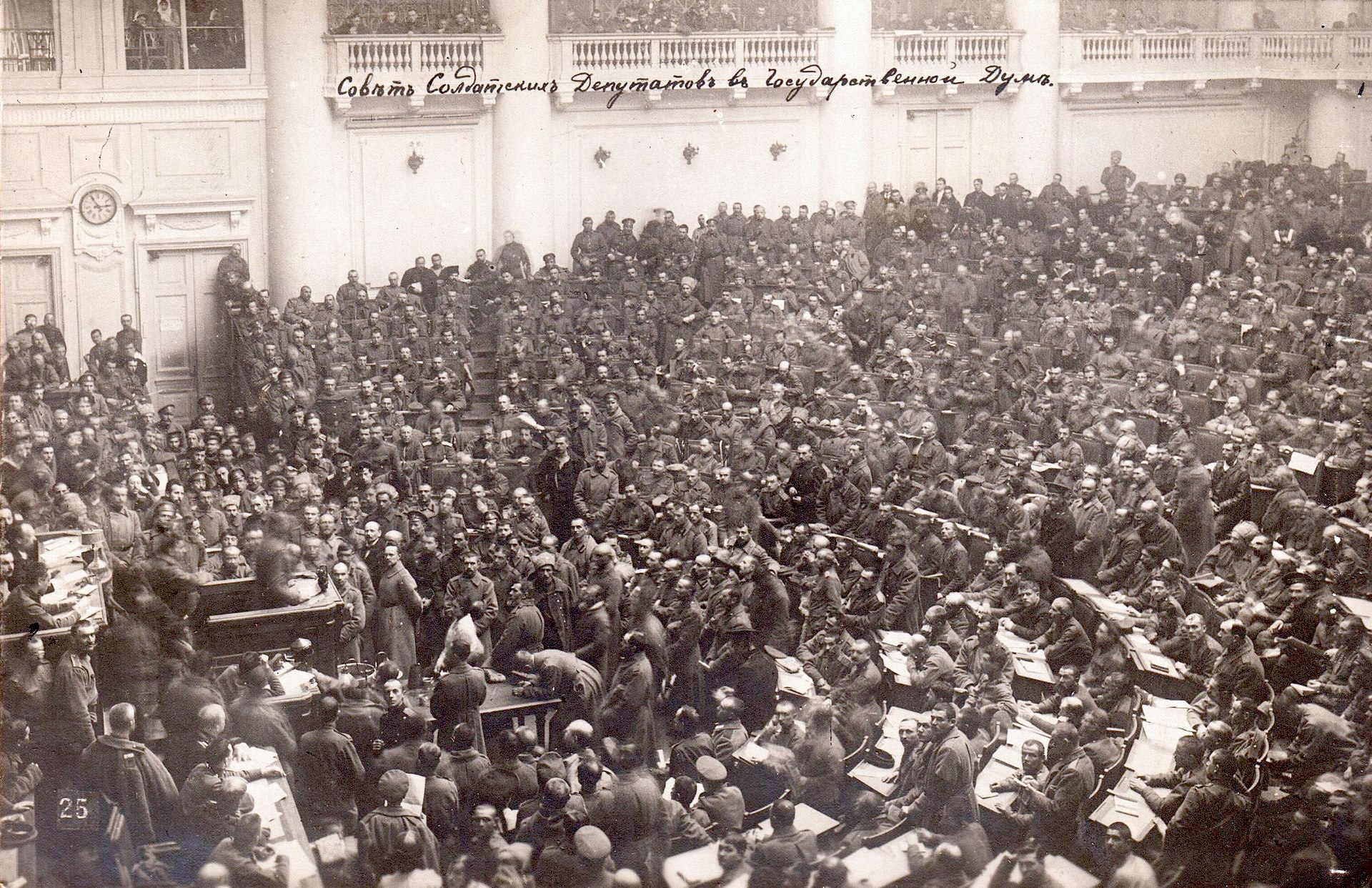
Petrograds arbetarråd 1917.

Ett arbetarråd är ett direktdemokratiskt styrande organ efter socialistiskt mönster inom bland annat kommunismen och anarkismen. Arbetsplatsens Generalförsamling (stormöte) väljer när som helst avsättbara delegater till sitt Råd. Delegaterna har ett bundet mandat för att företräda Generalförsamlingen i federationer med andra Generalförsamlingars Råd, regionalt och nationellt. Ett arbetarråd kan fungera inom ramen för en fackförening men det kan också utvecklas ur en strejkkommitté.
Arbetarråd användes bland annat i Ryssland under tiden runt revolutionen 1905 och ryska revolutionen 1917, i Tyskland 1918, vid Kronstadtupproret 1921, i vissa delar av den spanska republiken under spanska inbördeskriget 1936-39 och i rådsupproret i Ungernrevolten 1956. Arbetarråden har också i vår tid en tendens att uppstå spontant i revolutionstider som varande de proletära demokratiska maktorganen, något som uppmärksammats bland annat av franska Socialisme ou Barbarie, engelska Solidarity (Storbritannien) och svenska Folkmakt. I den nutida frihetligt socialistiska rörelsen ses arbetarrådet som en tänkbar ekonomisk och politisk grundsten i ett framtida samhälle. I tidningen Arbetaren 9/5 2007 kan man under rubriken "Venezuela växlar upp" läsa om arbetarråd och direktdemokrati i dagens Venezuela. Hugo Chavez kallar utvecklingen "en explosion av rådsmakt".
Arbetarråden var grunden för arbetarnas självförvaltning i Jugoslavien. Självförvaltningen var ett demokratiskt system för arbetarstyrda företag. Systemet med självförvaltning på företagen utarbetades av Edvard Kardelj i samarbete med Josip Broz Tito. Syftet var att de som arbetade på företagen skulle ta en aktiv del i administrationen av företagen och åstadkomma en demokratisk styrning av ekonomin samt att komma bort från en mer tungstyrd och centraliserad statlig styrning. Systemet, som infördes 1950, medförde en uppgång i ekonomin. Framgången berodde på att arbetarna på företagen hade lättare att förutse de lokala konsumenternas behov än de mest kompetenta statliga planeringsgrupper. Självförvaltningen innebar att arbetarna inom till exempel ett industriföretag genom ett demokratiskt val utsåg ett arbetarråd som utgjorde ledningen i företaget. Alla som arbetade på företaget kunde väljas till arbetarråden och mandattiden var två år. Även beslut om fördelningen av vinsten i företaget, investeringar, vad som skulle produceras, priser på varor, arbetsförhållanden med mera kunde underställas debatt och demokratiska majoritetsbeslut av arbetarna i företagen.
Självförvaltningen förutsatte en decentralisering av makten över produktionen. Eftersom företagen agerade relativt självständigt men ändå försökte uppfylla statliga femårsplaner verkade de i en socialistisk marknadsekonomi. Företagen var formellt sett fortfarande ägda av samhället men brukandet överlämnades till arbetarna. Arbetarråden och självförvaltningen kan bland annat härledas till de ryska arbetarråden, sovjeterna, under 1920-talet i Sovjetunionen. De jugoslaviska arbetarråden och självförvaltningen kom senare att framstå som ett alternativ till den allt mer centraliserade statliga styrningen över produktionen i Sovjetunionen. Självförvaltningen infördes 1950 och upphörde i och med upplösningen av Socialistiska Federativa Republiken Jugoslavien 1992.